# Струки (Гомельская область)
Струки (бел. Струкі) — деревня в Липиничском сельсовете Буда-Кошелёвского района Гомельской области Белоруссии.

## География
В 12 км на север от районного центра и железнодорожной станции Буда-Кошелёвская (на линии Жлобин — Гомель), 60 км от Гомеля.
На востоке от деревни, в урочище Лубянка, начинается река Любча (приток река Чечёра).
На востоке и севере граничит с лесом.

## Транспортная сеть
Транспортные связи по автомобильной дороге Чечерск — Буда-Кошелёво. Планировка состоит из длинной, дугообразной улицы c переулками, ориентированной с юго-запада на северо-восток и застроенной двусторонне деревянными домами усадебного типа.

## История
По письменным источникам известна с конца XVIII века как деревня в Рогачёвском уезде Могилёвской губернии. В 1799 году 12 хозяйств, из которых 8 занимались пчеловодством, во владении Дария-Дерналовичей. По ревизским материалам 1859 года во владении помещика Ф. В. Дерналовича. В 1884 году упомянута в ревизских материалах как деревня Струково в Кошелёвской волости. По переписи 1897 года находились: школа грамоты, хлебозапасный магазин (с 1884 года), ветряная мельница. В 1909 году 436 десятин земли. В 1910 году открыта земская школа, которая размещалась в наёмном крестьянском доме.
В 1925 году в Липиничском сельсовете Буда-Кошелёвского района Бобруйского округа. В 1929 году организован колхоз имени С. М. Будённого, работала кузница. Во время Великой Отечественной войны подпольную группу в деревне возглавлял Э. В. Лавринович, который впоследствии был командиром диверсионной группы и партизанского отряда, в 1944 году удостоен звания Героя Советского Союза. Партизаны разгромили созданный здесь оккупантами опорный пункт. 12 жителей деревни убили немецкие каратели. В боях за освобождение деревни в ноябре 1943 года погибли 96 советских солдат и 2 партизана (похоронены в братской могиле около школы). 85 жителей деревни погибли на фронте. В 1959 году в составе колхоза «Заря» (центр — деревня Липиничи). Работали клуб, средняя школа.

## Население
- 1799 год — 12 хозяйств.
- 1897 год — 49 дворов, 336 жителей (согласно переписи).
- 1909 год — 53 двора, 397 жителей.
- 1925 год — 95 дворов.
- 1959 год — 406 жителей (согласно переписи).
- 2004 год — 50 хозяйств, 119 жителей.

## Достопримечательность
- Братская могила (1943) —  Историко-культурная ценность Республики Беларусь, шифр 313Д000140